# Џоун Бенет
Џоун Бенет (енгл. Joan Bennett) је била америчка глумица, рођена 27. фебруара 1910. године у Палисејдс Парку, а преминула 7. децембра 1990. године у Скарсдејлу.

## Филмографија
| Улоге Џоун Бенет |                 |               |             |          |
| Година           | Српски назив    | Изворни назив | Улога       | Напомена |
| 1955.            | Ми нисмо анђели |               |             |          |
| 1977.            | Суспирија       | Suspiria      | Мадам Бланк |          |